# Gustave Payot
Pour les articles homonymes, voir Payot.
Gustave Payot, né le 20 mars 1884 à Lausanne et mort le 14 mars 1960 à Paris, est un libraire et éditeur vaudois.

## Biographie
Fils de Fritz Payot et de Valérie Barbey, licencié en sciences sociales à l'Université de Lausanne, il est le refondateur de la société Payot et Cie au décès de son père. Son père, né le 15 septembre 1850, en Suisse, meurt le 15 septembre 1900 d'un accident cardiaque, alors qu'il venait de monter à Chesières dans le canton de Vaud (Suisse) afin de rétablir sa santé ébranlée par l'effort considérable fourni pendant 25 ans pour mener à bien son entreprise. Gustave Payot prend en charge le secteur éditorial des éditions Payot en 1906. Il fait rebâtir le prestigieux immeuble siège de la rue de Bourg et fonde une succursale parisienne (1913).
Peu après le décès de leur père, Samuel et Gustave Payot constituent une nouvelle raison sociale : « Payot et Cie ». En fonction de leurs aptitudes personnelles, Samuel et Gustave s’occupent respectivement de la librairie et des éditions. Samuel Payot donne une grande extension à la librairie Payot, d’une part en rachetant l’immeuble de la rue de Bourg où se trouvait la librairie et en faisant construire l’immeuble actuel qui fut inauguré en 1913 et, d’autre part, en créant des succursales dans différentes villes de Suisse : Montreux et Vevey en 1918, Genève en 1919, Berne en [1921] et Neuchâtel en 1923, qui furent les premières librairies hors Lausanne. En 1923 également « Payot et Cie » est transformée en Société anonyme, dont le capital est entièrement réparti dans la famille Payot.
Gustave Payot, de son côté, développe les éditions Payot en ouvrant notamment en 1912 une succursale d’éditions à Paris, où dès 1923 il demeure. D’une grande érudition, Gustave Payot crée deux collections encyclopédiques, la « Bibliothèque historique » et la « Bibliothèque scientifique » qui acquièrent une notoriété mondiale. En 1923, les éditions Payot à Paris deviennent autonomes avec, à leur tête, Gustave Payot. Ce dernier lance deux collections encyclopédiques, la "Bibliothèque historique" et la "Bibliothèque scientifique".
Membre fondateur de L’Œuvre avec Alphonse Laverrière, Albert Held, Gustave Payot meurt le 14 mars 1960 en son domicile dans le 6e arrondissement de Paris. Ses cendres sont déposées case 16706 de la 87e division du columbarium du Père-Lachaise.

## Sources
- « Gustave Payot », sur la base de données des personnalités vaudoises sur la plateforme « Patrinum » de la Bibliothèque cantonale et universitaire de Lausanne.
- François Vallotton, L'édition romande et ses acteurs, 1850-1920, p. 288-295
- Pierre Frey, Architecture et arts appliqués, p. 53-55
- Alain Clavien, « Gustave Payot » dans le Dictionnaire historique de la Suisse en ligne.
- Payot | Histoire, Payot | Histoire
- Mémoire Editoriale - Cahier 3 : L'édition romande et ses acteurs
- Photo - Gustave Payot | notrehistoire.ch